# Eriocrania
Genre
Eriocrania est un genre holarctique de petits lépidoptères primitifs de la famille des  Eriocraniidae.
Leurs chenilles sont mineuses dans les feuilles de bouleau notamment.

## Liste des espèces
Selon BioLib (19 janvier 2022) :
- Eriocrania alpinella Burmann, 1958
- Eriocrania breviapex Davis, 1978
- Eriocrania chrysolepidella Zeller, 1851
- Eriocrania cicatricella (Zetterstedt, 1839)
- Eriocrania komaii Mizukawa, Hirowatari & Hashimoto, 2006
- Eriocrania sakhalinella Kozlov, 1983
- Eriocrania salopiella (Stainton, 1854)
- Eriocrania sangii (Wood, 1891)
- Eriocrania semipurpurella (Stephens, 1835)
- Eriocrania sparrmannella (Bosc, 1791)
- Eriocrania unimaculella (Zetterstedt, 1839)
- Eriocrania ussuriella Karsholt, Kozlov & Kristensen, 1997

## Espèce européennes
Selon Fauna Europaea (19 janvier 2022) :
- Eriocrania alpinella
- Eriocrania cicatricella
- Eriocrania salopiella
- Eriocrania sangii
- Eriocrania semipurpurella
- Eriocrania sparrmannella